# Feskekôrka

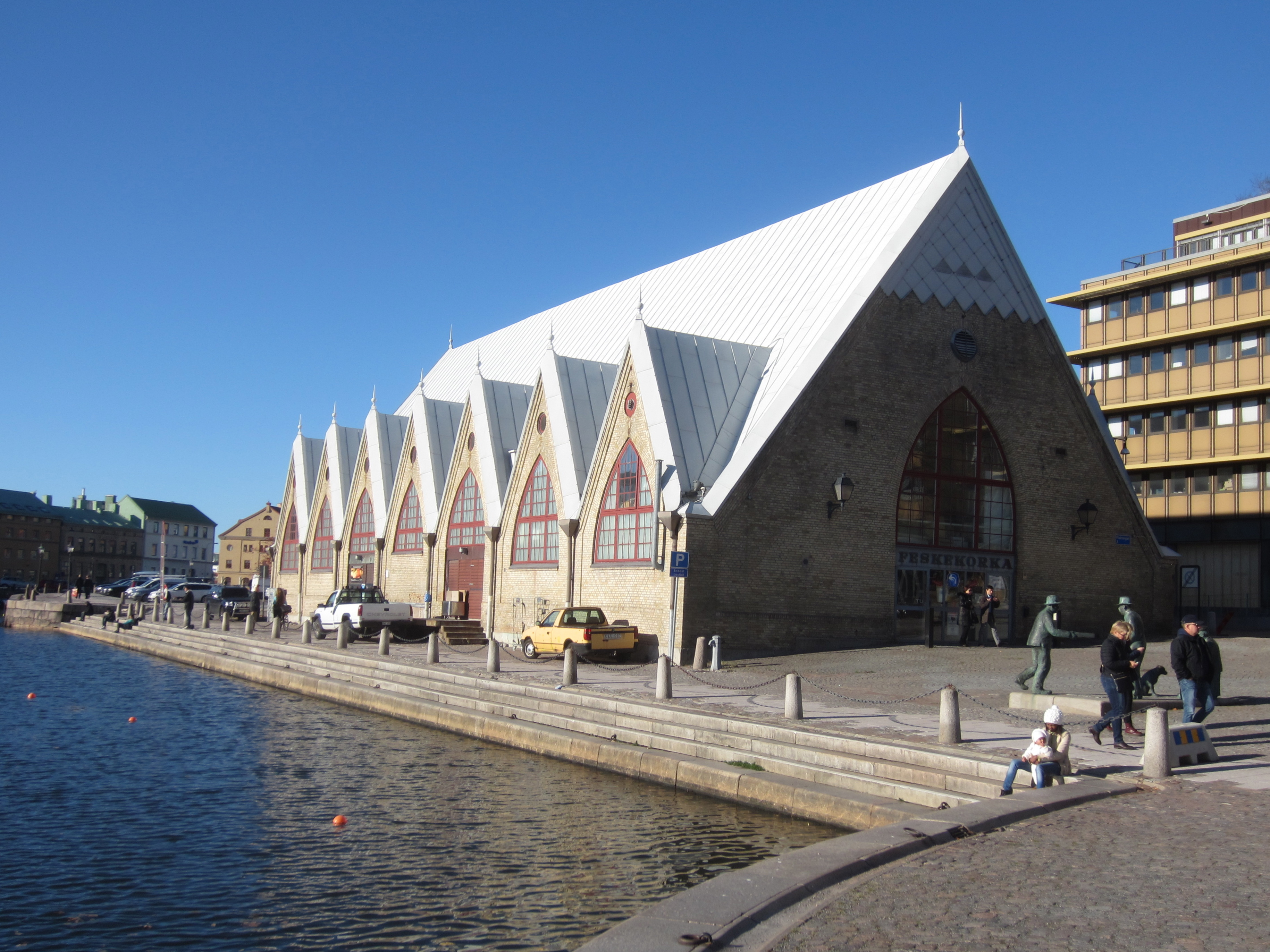
De Feskekôrka met links Rosenlundskanalen

De Feskekôrka (Standaardzweeds: Fiskekyrka) is een vishal in de Zweedse plaats Göteborg.
"Feskekôrka" betekent "viskerk" in het Göteborgse dialect. Het gebouw dankt deze naam aan de gelijkenis die het met zijn hoge, gewelfde vensters vertoont met een kerk. De markthal, die werd ontworpen door stadsarchitect Victor von Gegerfelt, werd geopend op 1 november 1874. Naast de vismarkt bevinden zich in het gebouw restaurants waar vis- en schaaldiergerechten kunnen worden genuttigd. De Feskekôrka ligt aan de monding van het Rosenlundskanaal. 